# NGC 1302
NGC 1302 is een balkspiraalstelsel in het sterrenbeeld Oven. Het hemelobject werd in 1886 ontdekt door de Amerikaanse astronoom Edward Emerson Barnard.

## Synoniemen
- PGC 12431
- ESO 481-20
- MCG -4-8-58
- IRAS03177-2614